# Mandjelia platnicki
Mandjelia platnicki är en spindelart som beskrevs av Raven 1994. Mandjelia platnicki ingår i släktet Mandjelia och familjen Barychelidae.
Artens utbredningsområde är Nya Kaledonien. Inga underarter finns listade i Catalogue of Life.